# عايدة يوسف
عايدة يوسف (15 أغسطس 1976 -)، ممثلة ومذيعة سورية.

## الحياة الفنية
انتسبت إلى المعهد العالي للفنون المسرحية في دمشق عام 1997 ولم تكمل دراستها فيه بسبب ظروفها الخاصة، بدأت عملها الفني خلال مسلسل دنيا عام 1999 بجانب الفنانة أمل عرفة، وقد قدمت خلاله شخصية «مدام نيفين» والتي لاقت نجاح كبير من خلالها.

## أعمالها

### في التلفزيون
| سنة الإنتاج | اسم المسلسل            | الشخصية      |
| ----------- | ---------------------- | ------------ |
| 1999        | دنيا                   | نيفين        |
| 1999        | الفوارس                |              |
| 2000        | سباق للزواج            |              |
| 2000        | فرصة العمر             |              |
| 2001        | ألو جميل ألو هناء      | إيمان        |
| 2001        | سحر الشرق              |              |
| 2004        | أبو زيد الهلالي        |              |
| 2004        | شهرزاد الحكاية الأخيرة | ضيفة الحلقات |
| 2005        | الطريق الوعر           |              |
| 2005        | لوحة حب                |              |
| 2005        | آخر أيام اليمامة       |              |
| 2006        | أبو شلاخ البرمائي      |              |
| 2006        | خالد بن الوليد         |              |
| 2009        | عن الخوف والعزلة       | هدى          |
| 2010        | أبو جانتي              |              |
| 2010        | لعنة الطين             | سعدية        |
| 2018        | فرصة أخيرة             | جوري         |

### في المسرح
| سنة الإنتاج | المسرحية                    | الشخصية |
| ----------- | --------------------------- | ------- |
| 2005        | ما في ها البلد إلا ها الولد |         |
| 2018        | الريشة البيضاء              | الملكة  |
| 2019        | حياتكم الباقية              | ليلى    |

### في السينما
| سنة الإنتاج | الفيلم        | الشخصية |
| ----------- | ------------- | ------- |
| 2008        | أزهار الصداقة |         |

### تقديم البرامج
في عام 2007 بدأت بتقديم برنامج إذاعي يحمل اسم «بونجوري مع جوري» الذي يبث على إذاعة روتانا، استمر البرنامج لمواسم عدة.